# Cylindrospermum

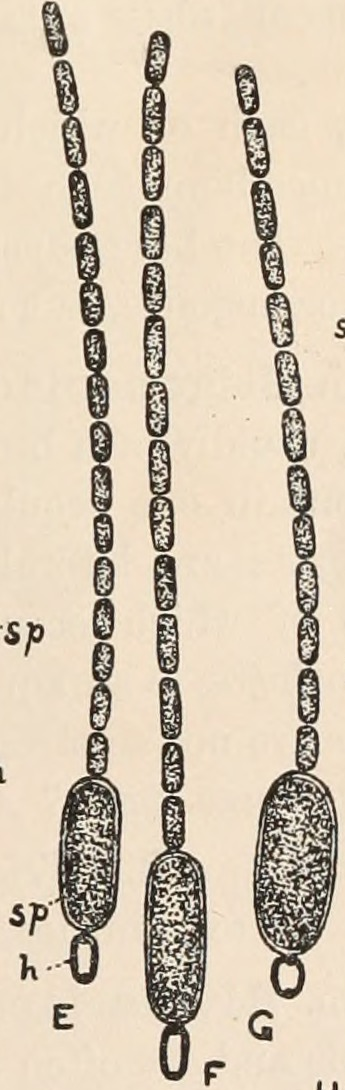
Illustration von Cylindrospermum stagnale. h, Heterozyste; sp, ruhende Spore (Akinet)

Cylindrospermum ist eine Gattung fadenförmiger, heterozystischer (stickstofffixierender) Cyanobakterien.
Sie kommen in terrestrischen und aquatischen Umgebungen (d. h. zu Lande und in Gewässern) vor; in terrestrischen Ökosystemen sind Cylindrospermum-Arten im Boden zu finden, in aquatischen wachsen sie häufig als Teil des Periphytons auf Wasserpflanzen.

## Beschreibung
Cylindrospermum bildet Filamente in (feinen oder kompakten) schleimigen Matten. Diese Filamente sind leicht gekrümmt oder unregelmäßig gewunden; auf der ganzen Länge zylindrisch oder in der Mitte etwas verschmälert. Sie sind an den Querwänden zwischen den Zellen eingeschnürt. Der Schleim ist sehr fein, farblos und homogen.
Die Zellen selbst sind länglich-zylindrisch, mehr oder weniger isodiametrisch (auf der ganzen Länge mit gleichem Durchmesser – von den Enden abgesehen); selten wirklich tonnenförmig oder umgekehrt fast kugelförmig. Sie zeigen manchmal verstreute Granula und Chromatoplasma und sind blass oder hell blau-grün.
Die Heterocysten (auch Heterozyten genannt) sind immer endständig, da sie aus Endzellen entstehen; ihre Form ist eiförmig-oval oder konisch. Daneben gibt es Akineten, große, unbewegliche, reservestoffreiche Speicher- oder Dauerzellen oder Sporen, die sich nur in der Nähe der Heterozyten en den Enden des Trichoms (Filaments) entwickeln. Auch sie sind selten kugelförmig, sondern meist oval oder zylindrisch; und kommen einzeln oder in Reihen bis zu sieben vor.
Die Vermehrung der Trichome oder Filamente erfolgt durch Fragmentierung in Hormogonien.
Die Arten der Gattung leben hauptsächlich periphytisch im Benthos (als Bodenbewuchs), auf Wasserpflanzen und untergetauchten holzigen oder steinigen Substraten.
Sie bevorzugen meist unbelastete oder leicht eutrophe Gewässer.
Einige (terrestrische) Arten wachsen auch in den Böden.

## Arten
Anbei eine Auswahl der Spezies nach UniProt, AlgaeBase und NCBI
- Cylindrospermum alatosporum F. E. Fritsch
- Cylindrospermum badium Johansen & Hrcková
- Cylindrospermum bengalense Biswas
- Cylindrospermum bourrellyi Komárek
- Cylindrospermum breve H.Welsh
- Cylindrospermum caeruleum Dickie
- Cylindrospermum catenatum Ralfs ex Bornet & Flahault
- Cylindrospermum licheniforme Kützing ex Bornet & Flahault
- Cylindrospermum majus Kützing ex Bornet & Flahault – Typus
- Cylindrospermum marchicum (Lemmermann) Lemmermann
- Cylindrospermum michailovskoense Elenkin
- Cylindrospermum moravicum J. R. Johansen & Lukesová
- Cylindrospermum muscicola Kützing ex Bornet & Flahault
- Cylindrospermum paludicola Komárek alias Cylindrospermum skujae
- Cylindrospermum pellucidum J. R. Johansen & Bohunická
- Cylindrospermum paludicola Komárek
- Cylindrospermum pellucidum J. R. Johansen & Bohunická
- Cylindrospermum planctonicum S. P. Singh, Tiwari & D. C. Pandey
- Cylindrospermum siamense J. R. Johansen & M. Bohunická alias Cylindrospermum siamensis
- Cylindrospermum stagnale Bornet & Flahault